# رسوایی فساد در فوتبال ایران ۱۳۹۲
رسوایی فساد در فوتبال ایران رشته افشاگری‌هایی مربوط به تبانی و رشوه است که منجر به محرومیت برخی داوران و مربیان شده و رسیدگی به آن ادامه دارد.
این ماجراها از بازی رفت تیم‌های پرسپولیس تهران و سپاهان اصفهان شروع شد که در جریان آن محسن قهرمانی، داور بازی، در دقیقه ۳ یکی از بازیکنان پرسپولیس را اخراج و یک پنالتی به نفع سپاهان گرفت. علی دایی و محمدرضا رویانیان مربی و مدیرعامل پرسپولیس بعد از بازی قهرمانی را به فساد متهم کردند. محمد مایلی کهن در مقابل خود دایی را متهم کرد. ستاد تخلفات حرفه‌ای فدراسیون فوتبال با بررسی این قضایا قهرمانی و کمک مربی پرسپولیس را محروم کرد.